# Trial de Sant Llorenç 1967
L'edició de 1967 del Trial de Sant Llorenç fou la 1a d'aquesta prova, organitzada pel Motor Club Terrassa. El trial tingué lloc l'1 d'octubre pels voltants de Sant Llorenç del Munt, amb sortida a Matadepera, Vallès Occidental. Hi participaren 42 pilots, els quals hagueren de superar diverses zones repartides al llarg d'un recorregut que calia completar 2 vegades.
En ser la primera vegada que es convocava aquest trial, no puntuava per a cap competició internacional ni nacional. Atesa l'etapa encara incipient d'aquest esport a Catalunya (el Campionat de Catalunya de trial s'havia instaurat tot just dos anys abans), en aquella edició hi havia establertes classificacions per a dues categories: "Experts" i "No experts".
La nota destacada de la jornada fou el mal temps, ja que a causa de les fortes pluges només 26 dels 42 inscrits aconseguiren acabar la prova. D'altra banda, el I Trial de Sant Llorenç fou l'escenari escollit per Montesa per a presentar en competició el seu nou model de trial, la 250 Trial pilotada per Pere Pi, qui hi aconseguí el tercer lloc final.

## Classificació "Experts"
| Posició | Pilot             | Motocicleta | Punts |
| ------- | ----------------- | ----------- | ----- |
| 1       | Joan Soler Bultó  | Bultaco     | 49    |
| 2       | Oriol Puig Bultó  | Bultaco     | 51    |
| 3       | Pere Pi           | Montesa     | 57    |
| 4       | Antoni Ferrer     | ?           | 59    |
| 5       | Casimir Verdaguer | Bultaco     | 70    |
| 6       | Emili Bosser      | ?           | 90    |
| 7       | Jaume Bordoy      | ?           | 97    |

## Classificació "No experts"
| Posició | Pilot           | Motocicleta | Punts |
| ------- | --------------- | ----------- | ----- |
| 1       | Oriol Galí      | ?           | 59    |
| 2       | Jordi Galí      | ?           | 81    |
| 3       | Josep Cusidó    | ?           | 97    |
| 4       | Scualo Juan     | ?           | 99    |
| 5       | Amadeu Torrens  | ?           | 99    |
| 6       | Joan Font       | Bultaco     | 110   |
| 7       | Jordi Ros       | ?           | 111   |
| 8       | Jordi Permanyer | Montesa     | 113   |
| 9       | Emili Calvo     | ?           | 115   |
| 10      | Josep Estrada   | ?           | 118   |